# Hugh Francis Glen
Hugh Francis Glen, né en 1950 est un botaniste sud-africain.